# Індра (присілок)
Індра́ (рос. Индра) — присілок у складі Тавдинського міського округу Свердловської області.
Населення — 98 осіб (2010, 113 у 2002).
Національний склад населення станом на 2002 рік: росіяни — 92 %.